# Халяль

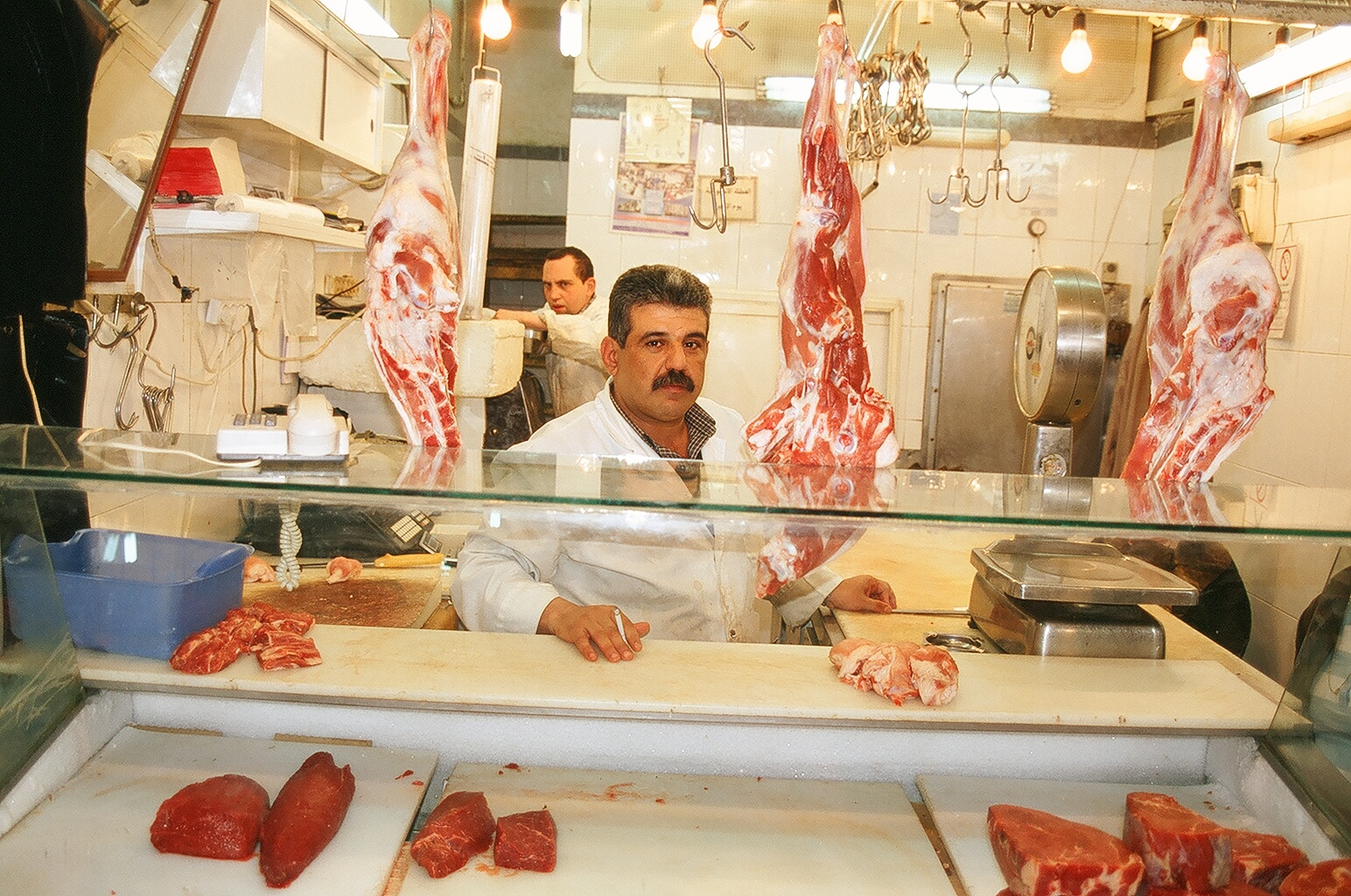
М'ясний магазин у Єрусалимі, де продається халяльна продукція

Халяль (араб. حلال, латиніз. ḥalāl, «вільне», «незв'язане») — в ісламському праві дозволені речі й дії. Прикладом халялю є дозволені шлюби, вживання в їжу будь-яких видів риби, прибуток в результаті торговельної операції проведеної за правилами шаріату тощо. Протилежним халялю терміном є харам.

## Приклади халялю
- Дозволені дії, на противагу забороненим діям (харам). Питання про харам трактується розділом фікху ахкам
- Харчові продукти, що не порушують мусульманські харчові заборони
- Жінка чи чоловік, на яких не поширюються заборони вступу у шлюб
- Стан людини, що здійснила хадж, поголила волосся і вдяглася у повсякденний одяг, якій знову є дозволеними всі звичайні заняття і справи